# Buszewko (województwo wielkopolskie)
Buszewko – wieś w Polsce położona w województwie wielkopolskim, w powiecie szamotulskim, w gminie Pniewy.
Wieś w sołectwie Dębina, położona około 16 km na południowy zachód od Szamotuł, na wschodnim brzegu jeziora Buszewskiego, około 2 km na południe od trasy drogi wojewódzkiej nr 187.
Najstarsza wzmianka o wsi pochodzi z 1413 r. Była kiedyś własnością szlachecką. Nad jeziorem, na półwyspie, zachowały się pozostałości parku podworskiego o pow. 1,7 ha.
Wieś szlachecka położona była w 1580 roku w powiecie poznańskim województwa poznańskiego. 
Miejscowość znana była dzięki Rolniczemu Kombinatowi Spółdzielczemu, który powstał w 1966 r. Kombinat składał się z 11 gospodarstw i wielu zakładów wydzielonych. Siedziba zarządu RKS mieściła się w sąsiedniej Dębinie.